# Aerobryopsis parisii
Aerobryopsis parisii är en bladmossart som beskrevs av Brotherus 1906. Aerobryopsis parisii ingår i släktet Aerobryopsis och familjen Meteoriaceae. Inga underarter finns listade i Catalogue of Life.